# 高橋真也の令和水戸黄門 ラジオ漫遊記
『高橋真也の令和水戸黄門ラジオ漫遊記』はラジオ関西で2020年4月7日から放送されているトーク番組。

## 概要
2020年4月7日放送開始。
同番組は現代の水戸黄門様をお招きして、これからの社会の様々な問題についてラジオで漫遊（トーク）していく番組でゲストのことを当番組では番組名にちなんで黄門様と呼称している。
メインパーソナリティはNPO法人情熱の赤いバラ協会理事長の高橋真也が務め、東映株式会社京都撮影所俳優部長 兼演技センター室長の進藤盛延とフリーアナウンサーの寺沢奈七子がアシスタントを務めている。基本的にはこの3人で番組を進行しているが進藤は都合上、週によっては出演しない場合があり進藤不在回は高橋と寺沢の2人で進行する。
ゲストは基本的に2週続けての出演となっているが1週のみ出演したり、トークが盛り上がりすぎて2週分で収まりきらなかった場合などは3週続けて出演したり、中には飛び入り出演したりするゲストもいる。
2024年4月2日からワイド番組Clipの放送時間拡大に伴い、放送時間を12:30 - 12:54に繰り上げられて放送されることになった。

## 放送時間

### 現在
- 毎週火曜 12:30 - 12:54（2024年4月2日 - ）

### 過去
- 毎週火曜 13:00 - 13:25（放送開始 - 2024年3月26日）[1]

## 出演者
パーソナリティ
- 高橋真也（NPO法人情熱の赤いバラ協会理事長）
- 進藤盛延（東映株式会社京都撮影所俳優部長兼演技センター室長）
- 寺沢奈七子（フリーアナウンサー）

前述の通り、パーソナリティは基本的にこの3人で務めるが進藤は回によっては休演する場合があり、その回については高橋と寺沢が2人でパーソナリティを務める。